# Mibaga
Mibaga är ett vattendrag i Burundi.   Det ligger i provinsen Rutana, i den södra delen av landet, 100 kilometer sydost om huvudstaden Bujumbura.
Omgivningarna runt Mibaga är huvudsakligen savann. Runt Mibaga är det ganska tätbefolkat, med 239 invånare per kvadratkilometer.